# میاریناریوو II
میاریناریوو II (به لاتین: Miarinarivo II) یک منطقهٔ مسکونی در ماداگاسکار است که در ایتاسی واقع شده‌است.